# Herman van Eyck
Herman August van Eyck (Paramaribo, 29 april 1912 - Nieuwegein, 28 juni 1997) was ondernemer, eigenaar van de 7Up fabriek te Paramaribo, medeoprichter van de Surinaamse Luchtvaart Maatschappij (S.L.M.), alsook adviseur van de minister van Ecomische Zaken van Suriname. Daarnaast heeft hij vele ondernemingen gehad waaronder Surinam Travel and Tourist Bureau, een Taxibedrijf, exporteerde rijst en kuikens en was eigenaar van het vliegveld Zorg en Hoop.
Van Eyck verkocht de 7Up-fabriek om samen met Ronald Kappel de S.L.M. op te kunnen richten. Van Eyck was directeur en eigenaar van de S.L.M en Kappel piloot bij de luchtvaartmaatschappij. Kappel overleed op 6 oktober 1959 te Paloemeu bij een vliegtuigcrash. Op 30 augustus 1962 werd de Surinaamse Luchtvaart Maatschappij een staatsbedrijf.
Van Eyck werd later adviseur van de minister van Economische Zaken van Suriname.
Na zijn pensioen is Van Eyck naar Nederland vertrokken waar hij tot zijn overlijden met zijn familie gewoond heeft.
Hij overleed op 28 juni 1997 op 85-jarige leeftijd in Nieuwegein.